# ジェシカ・チャベス
ジェシカ・チャベス・バレンシア（Jessica Chavez Valencia、1988年6月15日 - ）は、メキシコのプロボクサー。メキシコシティ出身。IBF女子世界ジュニアフライ級王者。WBC女子世界フライ級王者。

## 来歴
2006年6月12日、キンタナ・ロー州カンクンでマリベル・クルスと対戦し、4回TKO勝ちを収めデビュー戦を白星で飾った。
2008年6月7日、メヒコ州トルーカでイベス・サモラと対戦し、プロ初黒星となる6回判定負けを喫した。
2009年3月7日、チュブ州プエルト・マドリンでWBA女子世界ライトフライ級暫定王者ジェシカ・ボップと対戦し、10回0-3（3者とも90-100）の 判定負けを喫し王座獲得に失敗した。
2010年6月6日、シナロア州ロスモチスでカティア・グティエレスと対戦し、8回2-0（77-77、77-76、77-75）の判定勝ちを収めた。
2010年10月2日、ハリスコ州グアダラハラでスサーナ・クルス・ペレスとNABF女子北米ライトフライ級王座決定戦を行い、2-1の判定勝ちを収め王座獲得に成功した。
2011年2月19日、メキシコシティでエスメラルダ・モレノとWBC女子世界ライトフライ級シルバー王座並びにメキシコライトフライ級暫定王座決定戦を行い、10回0-3（3者とも92-98）の判定負けを喫しWBCシルバー王座とメキシコ暫定王座の獲得にも失敗した。 
2011年4月16日、ベラクルス州ボカ・デル・リオでIBF女子世界ライトフライ級王者イルマ・サンチェス対戦し、10回2-1（95-96、97-93、99-91）の判定勝ちを収め王座獲得に成功した。
2011年7月3日、ヌエボ・レオン州モンテレイでメイヤーリ・アルタマーと対戦し、5回43秒TKO勝ちを収め初防衛に成功した。
2011年9月10日、ハリスコ州サポパンでジェセニア・マルティネス・カストレホンと対戦し、10回3-0（3者とも100-90）の判定勝ちを収め2度目の防衛に成功した。 
2012年1月4日、ハリスコ州グアダラハラでティラポン・パンミニッと対戦し、5回1分50秒TKO勝ちを収め3度目の防衛に成功した。
2012年11月10日、メヒコ州エカテペックでカニター・ゴーキャットジムとWBF女子世界ライトフライ級暫定王座決定戦を行い、10回3-0（3者とも100-90）の判定勝ちを収め王座獲得に成功した。 
2013年2月23日、ゲレーロ州シワタネホでイルマ・サンチェスとWBC女子世界ライトフライ級シルバー王座決定戦を行い、10回3-0（2者が98-92、99-91）の判定勝ちを収め王座獲得に成功した。
2013年6月1日、メヒコ州エカテペックでジェシカ・ボップと対戦し、10回3-0（2者が97-93、96-95）の判定勝ちを収め初防衛に成功した。
2013年7月27日、チワワ州チワワで天海ツナミと対戦し、10回3-0（2者が99-91、97-93）の判定勝ち。
2013年11月9日、メヒコ州コアカルコ・デ・ベリオサバルでアレリー・ムシーニョと対戦し、10回1-1（96-94、94-96、95-95）の三者三様で引き分けたが2度目の防衛に成功した。
2014年4月16日、メキシコシティで天海ツナミと対戦し、10回3-0（97-95、97-93、96-94）の判定勝ち。
2014年8月23日、 メヒコ州コアカルコ・デ・ベリオサバルでメリッサ・マックモローとWBC女子インターナショナルフライ級王座決定戦を行い、10回3-0（97-93、97-94、96-94）の判定勝ちを収め王座獲得に成功した。
2014年11月22日、メヒコ州トルーカでWBC女子世界ライトフライ級王者イベス・サモラと対戦し、10回0-3（3者とも92-98）の判定負けを喫し王座獲得に失敗した。
2015年9月19日、メヒコ州エカテペックでWBC女子世界フライ級王者アレリー・ムシーニョ対戦し、10回3-0（100-90、97-93、99-91）の判定勝ちを2階級制覇に成功した。
2015年12月12日、メキシコシティのアウディトリオ・ブラックベリーでシモーナ・ガラッシと対戦し、9回負傷判定勝ちを収め初防衛に成功した。
2016年3月5日、メヒコ州エカテペックでバネッサ・ロレーナ・タボルダと対戦し、10回3-0の判定勝ちを収め2度目の防衛に成功した。
2016年10月1日、メヒコ州エカテペックで藤岡奈穂子と対戦し、6回にダウンを奪って、10回3-0の判定勝ちを収め4度目の防衛に成功した。
2017年5月13日、ハリスコ州サポパンでアナ・アーラゾラと対戦し、10回3-0の判定勝ちを収め5度目の防衛に成功した。
2017年9月30日、メヒコ州エカテペックでエスメラルダ・モレノと対戦し、10回3-0の判定勝ちを収め6度目の防衛に成功した。

## 獲得タイトル
- NABF女子北米ライトフライ級王座
- IBF女子世界ライトフライ級王座
- WBF女子世界ライトフライ級暫定王座
- WBC女子世界ライトフライ級シルバー王座
- WBC女子インターナショナルフライ級王座
- WBC女子世界フライ級王座